# Linda Grant DePauw
Linda Grant DePauw (* 19. Januar 1940 in New York City) ist eine US-amerikanische Neuzeithistorikerin, Hochschullehrerin und Sachbuchautorin.

## Leben
Linda Grant wurde 1940 als Tochter von Phillip Grant und Ruth geb. Marks geboren. Die Ausbildung im Fach Geschichte am Swarthmore College beendete sie 1961 in Swarthmore als Bachelor. Im Jahr 1964 schloss sie die Johns Hopkins University in Baltimore als Doktorin (Ph.D.) ab. Nach der Eheschließung führt sie den Familiennamen „Grant DePauw“.
In der Zeit 1964/65 war sie als Assistant professor am Lehrstuhl für Geschichte der George Mason University (GMU) in Fairfax tätig. Im Jahr 1964 erhielt sie den Albert J. Beveridge Award für die Doktorschrift The Eleventh Pillar. New York State and the Federal Constitution, über die erste USA-Bundesverfassung und New York, der als elfter Bundesstaat im Jahr 1788 der Union beitrat.
In den Jahren 1965/66 war sie in Washington, D.C. als Fachassistentin für Archivalien am National Archives and Records Administration (NARA) und von 1966 bis 1969 als Assistentin für das Fach Geschichte an der George Washington University angestellt. In den Jahren 1969–1975 lehrte sie dort als außerordentliche Professorin und ab 1975 bis zur Emeritierung im Jahr 1999 als Professorin für die amerikanische Geschichte.
Linda Grant DePauw war in den Vereinigten Staaten eine Pionierin auf dem Gebiet der Frauenforschung und beschrieb die Rolle der Frauen in der amerikanischen Revolution, im Sezessionskrieg, in der Seefahrt und Kriegszeiten. Sie verfasste 2007 einen Roman über ein junges Mädchen, das den Kriegseinsatz von Molly Pitcher recherchiert, einer wahrscheinlich fiktiven Frau, die 1778 in der Schlacht von Monmouth mitgekämpft haben soll. Sie gründete im Jahr 1983 in New York das „The Minerva Center“ für Studien über Frauen und Krieg, ist dessen langjährige Präsidentin und redigiert das Minerva Journal of Women and War. Sie ist ein langjähriges Mitglied der American Historical Association (AHA) mit Sitz in Washington.

## Werke
- The Eleventh Pillar. New York State and the Federal Constitution. (Doktordissertation), Erstausgabe 1964
- Four Traditions. Women of New York during the American Revolution. 1974
- Founding Mothers. Women of America in the Revolutionary Era. Erstausgabe 1975
- mit Conover Hunt, Miriam Schneidr: Remember the Ladies. Women in America 1750–1815.  Erstausgabe 1975
- Fortunes of War. New Jersey Women and the American Revolution. (New Jersey’s Revolutionary Experience). vol. 26 (1978)
- Seafaring Women. 1982
- Baptism of Fire. Minerva Center 1993
- Battle Cries and Lullabies. Women in War from Prehistory to the Present. Norman. University of Oklahoma Press 1998
- Sea Changes. 2003
- In Search of Molly Pitcher. 2007

## Auszeichnungen
- 1964: Albert J. Beveridge Award für The Eleventh Pillar. New York State and the Federal Constitution
- 1983: Nominierung für The American Book Awards
- 1998: Nominierung für National Women’s Hall of Fame